# Nuevo Recuerdo, La Trinitaria
Nuevo Recuerdo är en ort i Mexiko.   Den ligger i kommunen La Trinitaria och delstaten Chiapas, i den sydöstra delen av landet, 900 km sydost om huvudstaden Mexico City. Nuevo Recuerdo ligger 690 meter över havet och antalet invånare är 144.
Terrängen runt Nuevo Recuerdo är platt västerut, men österut är den kuperad. Runt Nuevo Recuerdo är det ganska glesbefolkat, med 47 invånare per kvadratkilometer. Närmaste större samhälle är Rodulfo Figueroa, 9,9 km öster om Nuevo Recuerdo. Omgivningarna runt Nuevo Recuerdo är en mosaik av jordbruksmark och naturlig växtlighet.